# Tarvasjoki
Tarvasjoki – dawna gmina w Finlandii, położona w południowo-zachodniej części kraju, należąca do regionu Varsinais-Suomi. Obecnie przyłączona do gminy Lieto.